# Monte Groppi
Il monte Groppi è una montagna dell'Appennino ligure che raggiunge gli 869 m s.l.m.. Si trova in Liguria al confine tra la Città metropolitana di Genova (comune di Castiglione Chiavarese) e la Provincia della Spezia (comune di Carro).

## Descrizione

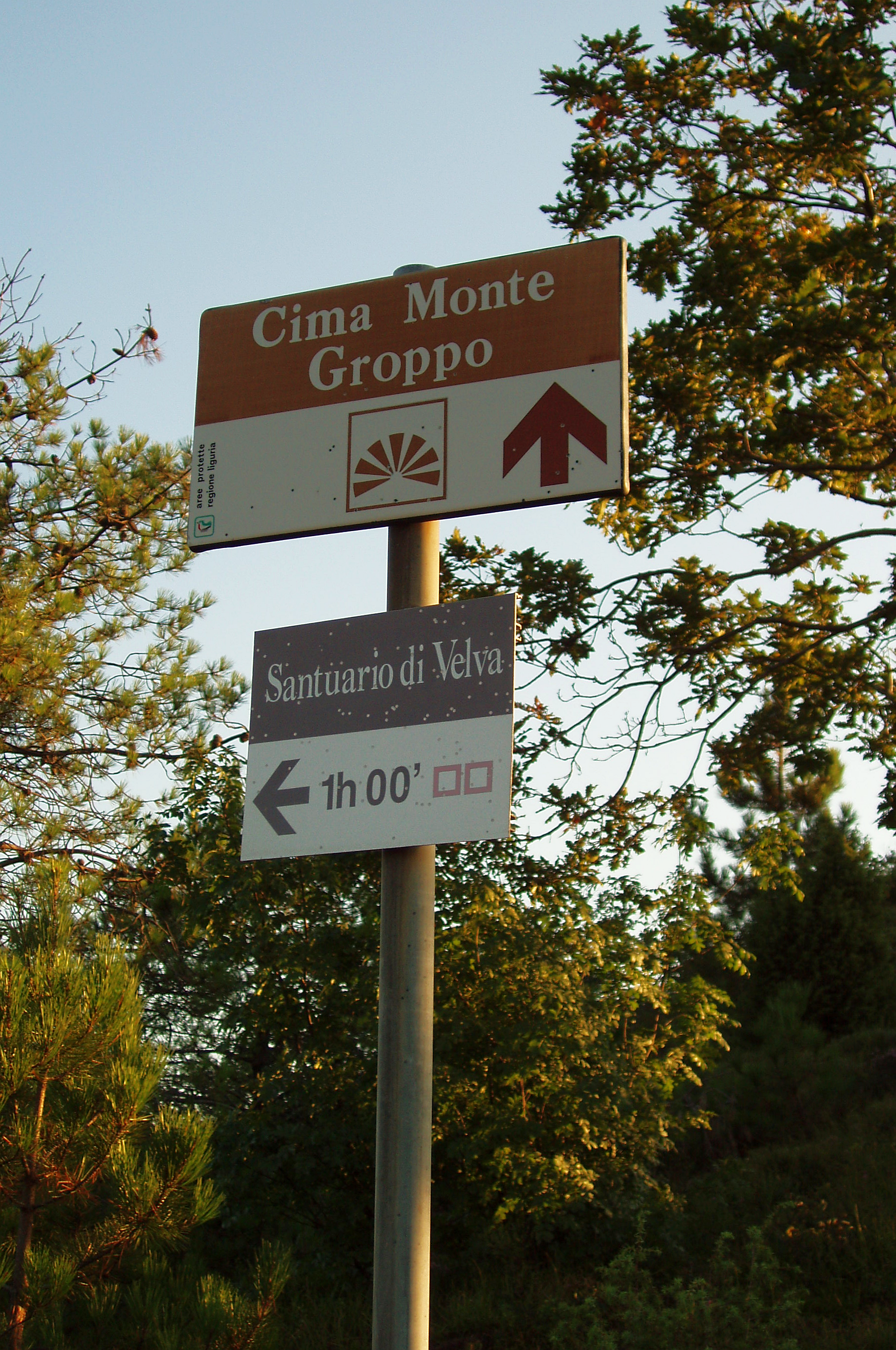
Indicazioni per il M.Groppi (o M.Groppo)

La montagna sorge a breve distanza dal Mar Ligure tra il bacino del torrente Petronio (a ovest) e quello del fiume Vara, ed è la principale elevazione del gruppo montuoso che circonda il Passo del Bracco, attraversato quest'ultimo dalla SS 1. Tra l'arteria stradale e il monte Groppi si trovano il Monte San Nicolao, un po' più basso (847 m s.l.m.) ma più riconoscibile da lontano a causa delle antenne di trasmissione posizionate sulla cima, e la Cima Stronzi (851 m s.l.m.). Il crinale spartiacque Vara/Petronio prosegue verso l'interno con alcune altre modeste elevazioni che precedono la sella dove sorge Nostra Signora della Guardia. Dal versante occidentale della montagna nasce il torrente Petronio.

## Geologia
Il monte Groppi fa parte di una zona di rocce gabbriche circondate da una vasta area dove prevalgono le serpentiniti.

## Accesso alla vetta
Al Monte Groppi si può arrivare per sentiero sia dal Colle di Velva (545 m, nei pressi del Nostra Signora della Guardia) che dalla Foce san Nicolao (800, vicino all'omonima montagna). Questo secondo itinerario transita per il complesso archeologico dell'Ospedale di San Nicolao di Pietra Colice. Con un percorso pedonale più lungo e impegnativo si può anche raggiungere il Monte Groppi partendo dal paese di Moneglia